# NGC 4323
NGC 4323 este o galaxie lenticulară situată în constelația Părul Berenicei. A fost descoperită în 1882 de către Ernst Wilhelm Tempel. Se află la o distanță de 17 megaparseci de Pământ.